# ポール岡田
ポール岡田（又は岡田ポール、本名・長岡和彦、1947年8月13日 - ）は、日本のミュージシャン。
滋賀県大津市出身。1969年5月、グループ・サウンズバンド、ザ・カーナビーツの2代目ボーカリストとして加入するが5ヶ月でグループは解散する。解散後、1969年12月から翌1970年2月末まで渋谷東横劇場で上演された日本初のロック・ミュージカル「ヘアー」にウーフ役で出演。その後は再びボーカリストとしてソロ、男女デュオなどで数枚のレコードをリリースした。
1970年代末、偶然紹介された伊集院静の誘いで、音楽活動を諦め、本名の長岡和彦として広告業界へ転身。広告代理店・株式会社JMSクリエイティブセンターに入社、伊集院が小説家への転身で退社するまで約1年間は彼の部下スタッフを務め、その後も本体の株式会社ジャパン・マーケティング・サービスに移り、主にCMクリエイティブ・ディレクターとして音楽業界と関わりを続け、広告映像企画制作やファッション・イベント制作などを手掛けた。2001年に、中学・高校の一年後輩でビーイング長戸大幸の助言により、JMSを退社・個人会社を設立。2009年末にセミ・ドキュメンタリー小説「HAIR1969輝きの瞬間」をポール岡田名義で飛鳥新社より上梓。そのキッカケで、2010年から40年振りにバンド・ライブ活動を再開。息子は九州朝日放送アナウンサー・長岡大雅。

## 経歴

### アマチュア時代
通常より1年遅れて1967年に甲南大学文学部に入学後、滋賀大学教育学部附属中学校、滋賀県立膳所高等学校の同窓生で一学年後輩の長戸大幸をリーダーにしたアマチュア・バンド「The Sounds Of Weeds」を結成（その後、The WEEDSに改名）。当時の担当はサイド・ギター&ボーカル。WEEDSは大阪のジャズ喫茶「パラカ」「ナンバ一番」や京都の「ニューデルタ」などに出演。1968年、大学2年時に東京の音楽プロダクションのスカウトを受け、大学を休学して上京する。その後、同プロダクションを辞めて、1968年11月に「ザ・カーナビーツ」と同じ事務所に属する大阪出身のバンド「ザ・キャンディーズ」にボーカリストで参加。バンドリーダーは後に「シーチャン・ブラザーズ」、「上田正樹&サウス・トゥ・サウス」などでドラマーを務める井上茂。ザ・キャンディーズは、「銀座アシベ」「新宿アシベ」「池袋ドラム」など都内の人気ジャズ喫茶を中心にライブ活動をしたが、1969年4月に「ザ・カーナビーツ」ボーカル臼井啓吉が脱退したため、翌5月に後任の2代目ボーカリストとして抜擢された。

### ザ・カーナビーツ時代
1969年5月、「ザ・カーナビーツ」に2代目ボーカリストとして加入。
テレビ番組ではフジテレビ「ザ・ヒットパレード」にも出演。TBS「ヤング720」ではレッド・ツェッペリンの「コミュニケイション・ブレイクダウン」をソロで歌唱。当時のクレジットは永岡和彦又はポール岡田。計10枚のシングルを発売、1969年9月にザ・カーナビーツは解散。最後の演奏は銀座ACBの夜の部であった。

### ヘアーへの出演
1969年12月、日本初のロック・ミュージカル「ヘアー」に出演。同年11月からの長期リハーサルに、寺田稔、加橋かつみ、深水龍作、小坂忠、堀内麻九、大野真澄、萩かづこ（安藤和津）、シー・ユー・チェンなどと共に参加する。1969年12月5日、渋谷東横劇場で開幕する。主催は大手映画会社の松竹であった。公演途中から主役級のひとり「ウーフ」役を大野真澄とダブルキャストで演じるが、1970年2月、大麻事件の為に当初予定されていた大阪朝日座公演が中止され、延べ11万人の観客を動員した革命的ロック・ミュージカルの日本公演は3ヶ月で終わった。

### ソロデビュー
- 1970年11月、東宝レコードから第1期アーティストとして「聖少女」でソロデビュー。
  - その頃、作曲家小林亜星からのオファーで多数のTVCMソングを歌唱する。代表作品：ハウス食品「ミルク・シャービック」、ライオン油脂「エメロン・シャンプー」。

- 1971年5月、ルノー・ベルレーと浅丘ルリ子主演の市川昆監督の東宝映画「愛ふたたび」のサウンドトラック・アルバムに鹿島とも子と共に歌で参加。
- 1973年3月、途中2年休学していた大学を卒業[3]。

### パイシスのデビュー
- 1974年末、アルファ&アソシエイツ（アルファレコードの前身の音楽制作会社）で 村井邦彦とミュージカル「ヘアー」のプロデューサーだった川添象郎のプロデュースで、武蔵野音楽大学出身のジャズ系アーティスト・寺門由紀子とデュエット・グループ「パイシス」を結成。所属事務所は田辺エージェンシー。1975年3月、パイシスとして東芝EMIからデビュー。
  - 1stシングルは「悲しみのティ・パーティ／アニマ・ミア」。カップリングの「アニマ・ミア」は、イタリアのソフトロック・グループ「Cugini di Campagna」のANIMA MIAのカバー曲。当初はA面を予定だったため、編曲&キーボードに深町純、ギターに高中正義、ドラムスは原田祐臣の顔触れが揃えられた。この時のクレジットは本名の長岡和彦になっている。

- 1976年4月、セカンド・シングル「恋人と来ないで／陽だまり」をリリース。
  - 「恋人と来ないで」の作詞・作曲は荒井由実、編曲は松任谷正隆。コーラスにはハイ・ファイ・セットが参加[3]。

### 音楽プロデューサー、ディレクターとして
化粧品キャンペーン音楽のプロデュースで、多数のヒット曲を生み出す。1978年、音楽アーティストの道を断念し、広告代理店に入社。最初に手掛けた仕事は化粧品の1978年夏のキャンペーン・ソングのプロデュース。パイシス時代のネットワークを活かし、アルファレコードの新人グループ「サーカス」を起用した「Mr.サマータイム」がオリコンチャートの1位を獲得（競合の資生堂の矢沢永吉「時間よ止まれ」の売上を上回る）。後にCMクリエイティブ・ディレクターとして数々のCM制作に携わる。

### 著書出版
- セミ・ドキュメンタリー小説「HAIR 1969 輝きの瞬間（とき）」を2009年12月5日、飛鳥新社より出版。著者名義はポール岡田[5]。

### 音楽活動再開
著書の出版後、2010年1月から40年振りに音楽ライブ活動を再開。渋谷クロコダイルでの「1969という名のLIVE」シリーズを1969スペシャル・バンドのサポートで開催中（年4回）。
2010年6月には、本の出版がきっかっけとなって実現した「ヘアー」日本公演のトライブの音楽ライブ「HAIR1969LIVE」を開催、その後も2010年12月、2011年6月とライブを開催している。約40年の封印を解いて結集した「ヘアー」1969年東横劇場公演出演トライブは、ポール岡田の他、「加橋かつみ、大野真澄、深水龍作、堀内マーク、寺田稔、安藤和津、坂本めぐみ、増田光子。バックバンドも当時のメンバーも柳田ヒロ、水谷公生、江藤勲などが参加している。
2011年7月からは、ブライアン片山（ギター、シタール、ダルシマー、ハープ、リコーダーetc）、TOBY（ベース）、MIHO（ギター）、TAKA（ドラムス）の誘いで、ブライアン・ジョーンズが在籍していた時期のローリング・ストーンズの楽曲だけをカバーするバンド東京Jajouka（ジャジューカ）の結成にも参加し、リード・ボーカルを担当している。

## 広告制作会社時代
CM音楽プロデュース作品
- サーカス「Mr.サマータイム」
- 甲斐バンド「ビューティフル・エネルギー」
- 山下久美子「赤道小町ドキッ」（ACC CM音楽部門秀作賞受賞）
- イエロー・マジック・オーケストラ「君に、胸キュン。」（ACC CM音楽部門秀作賞受賞）
- 中原めいこ「君たちキウイ・パパイア・マンゴーだね。」
- 吉川晃司「にくまれそうなNEWフェイス」
- 中村あゆみ「ちょっとやそっとじゃCAN'T GET LOVE」
- 浅香唯「C-Girl」
- 浜田麻里「Return to Myself 〜しない、しない、ナツ。」
- B'z「LADY NAVIGATION」
- ピチカート・ファイヴ「スウィート･ソウル･レヴュー」

CMプランナーとしても、セルジオ・メンデス&ブラジル77（オーデコロン）、シルヴィ・ヴァルタン（コカ・コーラ・ライト）などの海外の音楽アーティスト出演CMも制作。

## ディスコグラフィー
ザ・カーナビーツは、ザ・カーナビーツ#ディスコグラフィを参照。

### 岡田ポール名義

#### シングル
| 発売日       | 規格         | 規格品番     | 面           | タイトル         | 作詞         | 作曲         | 編曲         |
| 東宝レコード | 東宝レコード | 東宝レコード | 東宝レコード | 東宝レコード     | 東宝レコード | 東宝レコード | 東宝レコード |
| ------------ | ------------ | ------------ | ------------ | ---------------- | ------------ | ------------ | ------------ |
| 1970年10月   | EP           | AS-1006      | A            | 聖少女           | ゆう・ゆたか | 森田公一     |              |
| 1970年10月   | EP           | AS-1006      | B            | 終わった恋の色は |              |              |              |

### パイシス名義

#### シングル
| 発売日                         | 規格                           | 規格品番                       | 面                             | タイトル                       | 作詞                           | 作曲                           | 編曲                           |
| 東芝EMI／アルファ&アシシエイツ | 東芝EMI／アルファ&アシシエイツ | 東芝EMI／アルファ&アシシエイツ | 東芝EMI／アルファ&アシシエイツ | 東芝EMI／アルファ&アシシエイツ | 東芝EMI／アルファ&アシシエイツ | 東芝EMI／アルファ&アシシエイツ | 東芝EMI／アルファ&アシシエイツ |
| ------------------------------ | ------------------------------ | ------------------------------ | ------------------------------ | ------------------------------ | ------------------------------ | ------------------------------ | ------------------------------ |
| 1975年3月5日                   | EP                             | ETP-20105                      | A                              | 悲しみのティ・パーティ         | なかにし礼                     |                                | 有馬すすむ                     |
| 1975年3月5日                   | EP                             | ETP-20105                      | B                              | アニマ・ミア                   |                                |                                |                                |
| 1976年4月                      | EP                             | ETP-20254                      | A                              | 恋人と来ないで                 | 荒井由実                       | 荒井由実                       | 松任谷正隆                     |
| 1976年4月                      | EP                             | ETP-20254                      | B                              | 陽だまり                       | なかにし礼                     | 村井邦彦                       | 有馬すすむ                     |

### オムニバス

#### サウンドトラック
| 発売日        | 規格        | 規格品番    | タイトル                             |
| RCAビクター   | RCAビクター | RCAビクター | RCAビクター                          |
| ------------- | ----------- | ----------- | ------------------------------------ |
| 1969年12月    | LP          | SRA-5168    | ヘアー＜日本版オリジナルキャスト盤＞ |
| 1999年9月22日 | CD          | BVCK-38043  | ヘアー＜日本版オリジナルキャスト盤＞ |
| 東宝レコード  |             |             |                                      |
| 1971年        | LP          | BR-1001     | 愛ふたたび                           |